# Gebrüder Narr
Die Gebrüder Narr sind eine Gesangsgruppe, die aus vier Sängern und einem Pianisten besteht: Oskar Ammersbach (Tenor), Horst Schmucker (†) (Tenor), Bruno Gold (Bariton), Winfried Hain (Bass) und Hans-Jürgen Döll-Kade alias Joe Doell am Klavier. Die Gruppe ist aus dem Singkreis Karlstadt hervorgegangen und feierte im Jahr 2006 ihr 33-jähriges Bühnenjubiläum.

## Fastnacht in Franken
Nach den Anfängen bei Prunksitzungen der Karlstadter Karnevalsgesellschaft (KaKaGe) folgten schnell Engagements quer durch Deutschland. Seit der ersten Fernsehsitzung Fastnacht in Franken im Jahr 1987 waren sie ununterbrochen Mitwirkende dieser für den Bayerischen Rundfunk in Zusammenarbeit mit dem Fastnacht-Verband Franken erfolgreichsten Live-Sendung überhaupt. Lediglich im Jahr 1993 traten sie in ihrer zweiten Formation als Die drei Hainis auf. In der Sendung Fastnacht in Franken des Jahres 2007 verabschiedeten sich die Gebrüder Narr nach 20 Jahren aus der Veitshöchheimer Fernsehsitzung. Es folgte im Juli 2007 Die Gebrüder-Narr-Revue im Bayerischen Fernsehen. 
Weitere TV-Auftritte: Die Narren sind los (ZDF), Die närrische Weinprobe und Weiß-Blau klingt’s am schönsten (BR).

## Auszeichnungen
- Goldene Ehrennadel des Bundes deutscher Karneval (BDK)
- 1997 Allersberger Becher
- 1999 Narrenbrunnenpreis der Stadt Ettlingen
- Kulturehrenbrief der Stadt Karlstadt
- Minnesänger-Orden Wolframs-Eschenbach

## Weitere Entwicklung

### Circus Bavaricus
2008 debütierte ein Teil der Formation als Circus Bavaricus unter maßgeblicher musikalischer Mitwirkung der Gruppe Strings 'n Voices in der Fernsehsitzung des Fastnachts-Verbandes Franken. 

### Die Parodis
Seit der Ausgabe Fastnacht in Franken 2009 traten einige Mitglieder der Formation unter dem Namen Die Parodis in der Besetzung Marion Mahlo (Gesang), Bruno Gold (Gesang), Hans-Jürgen Döll-Kade (Keyboards, Gesang), Bernd Werkmeister (Gitarre, Gesang), Kurt Schmitt (Gitarre, Gesang) und Joachim Schaller (E-Bass, Gesang) auf. Den letzten Auftritt hatten diese 2017, nachdem sie 30 Jahre lang in unterschiedlichen Formationen eine feste Institution der Sendung waren.